# Red Holocaust
Red Holocaust es el primer álbum de la banda boliviana de Grunge Unit, lanzado el año 2002 de manera independiente. Los miembros produjeron el álbum junto a Rodrigo “Gigio” Diaz, actual compositor y guitarrista de la banda de hard-rock Walkman.
El álbum siguió al sencillo “Hide” (no incluido en Red Holocaust). Además de 11 canciones el CD incluye el video para "Sorry", canción grabada un año antes y no incluida en el listado oficial. Solamente existe un tiraje físico del álbum y no está disponible (de manera legal) en ninguna plataforma de distribución de música digital.
El álbum ha adquirido cierto estado de culto entre fans y músicos, en gran parte por representar un punto de quiebre dentro de la escena del rock boliviano. Además de su influencia en la escena musical del país Red Holocaust contiene algunas de las canciones más populares en la carrera de la banda, incluyendo "End", "Smells Like Revolution", "D.I.O.M.", "Dark News" y "Die".
El segundo y último disco de Unit “Beware of the dog” fue lanzado en 2006.
Después del final de Unit, Peter Howard y Mauro Ramírez formaron parte de la banda paceña de rock experimental "Enfant", hasta el 2009, fecha en que dejarían la agrupación. André Dedeco y David “Coco” Bedregal emigrarían hacia Argentina para iniciar la banda "Molano Beleza". Actualmente tocan en una banda de post-hardcore llamada Cosmódromo.

## Personal
David "Coco" Bedregal - vocales
André Dedeco - guitarras
Marcelo Arandia - guitarras
Peter Howard - bajo
Mauro Ramírez - batería
Mauricio Cassis - bajo

## Listo de canciones
1. "End" - 3:22
2. "Broken" - 4:08
3. "Divine Comedy" - 4:04
4. "Smells Like Revolution" - 4:01
5. "D.I.O.M." - 2:48
6. "HIV" - 2:25
7. "Dark News" - 5:46
8. "Eight Pounds" - 3:23
9. "Red Holocaust" - 4:04
10. "Die" - 5:09
11. "Blender Thoughts Blind Scars" - 2:06

## Videoclips
1. "Sorry" del disco Hide(no lanzado oficialmente)

- Datos: Q6103021